# Jacques Wallius
 (avril 2008).
Si vous disposez d'ouvrages ou d'articles de référence ou si vous connaissez des sites web de qualité traitant du thème abordé ici, merci de compléter l'article en donnant les références utiles à sa vérifiabilité et en les liant à la section « Notes et références ».
Jacobus Wallius, ou, en langue vulgaire, Jacques van de Walle, est un poète flamand de langue latine, né à Courtrai (comté de Flandre) le 14 septembre 1599, et mort à Anvers (duché de Brabant), alors capitale de l'humanisme des Pays-Bas catholiques, le 9 mars 1690.
Attiré à la fois par les Muses et par la spiritualité, il entra le 19 octobre 1617 chez les Jésuites, à une époque où cet ordre était une pépinière de littérateurs et de poètes latins.
Il put ainsi se consacrer librement à l'édification d'une œuvre poétique pleine de sensibilité.
Il publia en 1656, chez Balthazar Moretus à Anvers, la première édition de ses œuvres complètes : Poematum libri IX, qui eurent un grand retentissement en Europe dans la République des Lettres. Ce recueil fut republié à plusieurs reprises, la dernière fois à Nuremberg, en 1765.